# Ciminà
Ciminà (tiếng Hy Lạp: Kymina) là một đô thị ở tỉnh Reggio Calabria trong vùng Calabria, Ý, có cự ly khoảng 80 km về phía tây nam của Catanzaro và khoảng 45 km về phía đông bắc của Reggio Calabria. Tại thời điểm ngày 31 tháng 12 năm 2004, đô thị này có dân số 652 người và diện tích là 48,8 km².
Ciminà giáp các đô thị: Antonimina, Ardore, Cittanova, Molochio, Platì, Sant'Ilario dello Ionio, Varapodio.